# Provincia Maidan Wardak
Provincia Maidan Wardak (paștună: ميدان وردگ ولايت‎) este una dintre provinciile Afganistanului. Este localizată în partea central-estică a statului.